# Самохин, Михаил Иванович
Михаил Иванович Самохин (6 (19) января 1902, хутор Садковский — 19 августа 1998, Москва) — советский военачальник, генерал-полковник авиации (1944), Герой Советского Союза (29.06.1945).

## Довоенная биография
Родился 6 (19) января 1902 года на хуторе Садковский ныне Урюпинского района Волгоградской области в семье крестьянина. Русский. Окончил неполную среднюю школу.
В ряды Красной Армии был призван в 1924 году. Службу начал в кавалерии, был красноармейцем и старшим делопроизводителем штаба 34-го стрелкового полка 6-й кавалерийской дивизии Белорусского военного округа. В 1928 году по личному желанию направлен учиться на лётчика. Член ВКП(б) с 1926 года.
В 1929 году окончил Военно-теоретическую школу ВВС РККА в Ленинграде, а в 1930 году – 1-ю военную школу лётчиков имени Мясникова. После окончания школы с декабря 1930 года служил в 71-й авиационной бригаде ВВС Морских сил Чёрного моря (с 1935 года — Черноморский флот: младший лётчик, с декабря 1931 – старший лётчик, с июня 1933 г. – инструктор-лётчик, с августа 1934 г. – командир эскадрильи. С декабря 1936 по март 1937 года временно исполнял должность командира 71-й авиационной бригады. С апреля 1938 г. – помощник командира, а с марта 1939 г. – командир 40-го авиационного полка ВВС Черноморского флота.  
В октябре 1939 года был назначен на должность заместителя командующего ВВС Балтийского флота. В этой должности принимал участие в советско-финской войне.

## Участие в Великой Отечественной войне
С июня 1941 года принимал участие в боях Великой Отечественной войны.
14 июля 1941 года генерал-майор авиации М. И. Самохин был назначен командующим ВВС Балтийского флота. В этом качестве участвовал в организации первых налётов на Берлин в августе 1941 года.
В докладе особого отдела ВВС КБФ по итогам первого года боевых действий был обвинён в неумелом командовании, в поверхностном отношении к решению боевых задач, в принятии непродуманных решений, приводящих к неэффективному использованию авиации и большим потерям (в ВВС флота на 22.06.1941 года находилось 639 самолётов, потеряно за первый год войны было 685 самолётов). Однако, вопреки предложению авторов доклада, с должности снят не был.
За годы войны руководил действиями балтийской морской авиации в оборонительных сражениях в Карелии и на ближних подступах к Ленинграду, в 900-дневной обороне Ленинграда, в защите с воздуха «Дороги жизни» на Ладожском озере, в Ленинградско-Новгородской, Выборгской, Прибалтийской, Восточно-Прусской, Восточно-Померанской и в Берлинской наступательных операциях. 
Указом Президиума Верховного Совета СССР от 29 июня 1945 года за умелое руководство боевыми действиями ВВС флота во время разгрома немецко-фашистских войск в Прибалтике и Восточной Пруссии, личное мужество и отвагу генерал-полковнику авиации Михаилу Ивановичу Самохину присвоено звание Героя Советского Союза с вручением ордена Ленина и медали «Золотая Звезда» № 4341.

## Послевоенная карьера
До февраля 1946 года командовал авиацией Балтийского флота. После разделения Балтийского флота на два самостоятельных флота с февраля по ноябрь 1946 года являлся командующим ВВС Южно-Балтийского флота. Затем был направлен на учёбу и в 1947 году окончил Высшие академические курсы при Военно-морской академии имени К. Е. Ворошилова, а в 1951 году – аналогичные курсы при Высшей военной академии имени К. Е. Ворошилова.
С августа 1947 по июнь 1950 года командовал ВВС Северного флота. В декабре 1951 года назначен начальником противовоздушной обороны ВМФ (с октября 1954 года должность именовалась начальник противовоздушной обороны – заместитель командующего авиацией ВМФ). В марте 1957 года был переведён из ВМФ в Войска ПВО страны и назначен на должность заместителя главкома Войсками ПВО СССР. С 1961 по 1963 годы – помощник главкома Войск ПВО страны. В 1963 году уволен в запас. 
Жил в Москве. Несколько десятилетий трудился в ракетно-космической отрасли СССР, куда пришёл по приглашению С. П. Королёва: с 1963 года – заместитель начальника Особого конструкторского бюро (ОКБ-1) по лётно-конструкторским испытаниям, с ноября 1966 года –
начальник комплекса № 10 - заместитель начальника Центрального конструкторского бюро экспериментального машиностроения по авиационно-техническому обеспечению, с июля 1972 года – заместитель начальника ЦКБЭМ – руководитель комплекса № 12 обеспечения натурных испытаний, с июня 1974 года заместитель директора НПО «Энергия» – начальник комплекса № 10 обеспечения натурных испытаний, с ноября 1977 года – заместитель Генерального директора НПО «Энергия» – руководитель комплекса № 12.
Умер 19 августа 1998 года в Москве. Похоронен на Троекуровском кладбище.

## Награды
СССР
- Медаль «Золотая Звезда» Героя Советского Союза (29.06.1945);
- три ордена Ленина (3.04.1942, 29.06.1945, 15.11.1950);
- четыре ордена Красного Знамени (21.04.1940, 30.05.1943, 3.11.1944, 5.11.1954);
- два ордена Ушакова 1-й степени (19.08.1944, 28.06.1945);
- орден Суворова 2-й степени (21.02.1944);
- орден Отечественной войны 1-й степени (11.03.1985);
- два ордена Трудового Красного Знамени;
- орден «Знак Почёта»;
- медали;

РФ
- Орден Жукова (07.11.1995);
- медали;

иностранные
- Крест Храбрых (Польша, 19.12.1968)[6].

## Воинские звания
- Полковник (не позднее 1938)
- Комдив (26.04.1940)
- Генерал-майор авиации (4.06.1940)
- Генерал-лейтенант авиации (18.04.1943)
- Генерал-полковник авиации (5.11.1944)

## Память
- Имя высечено на Мемориале Лётчикам-балтийцам в Калининграде.
- Бюст установлен Аллее Героев в районном центре Урюпинске.
- В родном хуторе Садовский установлена мемориальная доска на доме, в котором жил М. И. Самохин в 1902—1924 годах.
- Имя Героя Советского Союза М. И. Самохина присвоено Михайловской средней общеобразовательной школе Урюпинского района в 2013 году, на здании школы установлена мемориальная доска.